# Poivres
Poivres település Franciaországban, Aube megyében. Lakosainak száma 156 fő (2022. január 1.). Poivres Mailly-le-Camp, Trouans, Sommesous, Sompuis és Soudé községekkel határos.

## Népesség
A település népessége az elmúlt években az alábbi módon változott:
| Lakosok száma | 194  | 182  | 185  | 163  | 147  | 149  | 159  | 159  | 159  | 156  |
|               | 1968 | 1982 | 1990 | 2006 | 2013 | 2015 | 2017 | 2019 | 2020 | 2022 |